# Алфавит Белинского
Алфавит Белинского (рус. дореф. Алфавитъ Бѣлинскаго, Алфавіт Белінсково / Alfavit Bèlinskovo) — неосуществлённый проект латинизации русской письменности, предложенный в 1845 году российским литературным критиком и публицистом Виссарионом Белинским. Опубликованный автором алфавит состоял из 32 знаков и представлял собой смесь латинских и кириллических букв. Кроме того, критик предлагал ряд усовершенствований действовавшей на тот период орфографии русского языка. Проект не смог привлечь внимания современников и не получил дальнейшего развития.

## Предыстория
Русский язык уже много веков неразрывно связан с кириллицей. При этом попытки перевода русской азбуки на латинскую графику также имеют долгую историю. Движение за латинизацию русской письменности стало зарождаться ещё при Петре I — введённый им в начале XVIII века гражданский шрифт зачастую рассматривается как частичная латинизация старославянской кириллицы, в том числе самим Белинским.
В попытках ввести в России латинизированную систему письма нашло своё отражение западничество — одно из направлений в русской общественно-политической мысли, зародившееся в 30—40-e годы XIX века, которому зачастую противопоставляют славянофильство. Спор между западниками и славянофилами отражает осмысление вопроса об исторической судьбе России, особенностях её культурно-цивилизационного развития в сопоставлении с опытом Европы и народов Востока. Западники ратовали за европеизацию России, преодоление культурно-исторической и политической отсталости по сравнению с западной цивилизацией.

Проект русской латиницы, предложенный К. М. Кадинским в 1842 году.

Проекты латинизации русского письма предлагались и на протяжении XIX века. Так в 1842 году в Санкт-Петербурге вышла брошюра К. М. Кадинского «Упрощение русской грамматики», напечатанная на кириллице и латинице одновременно. В ней автор сводил весь орфографический вопрос к замене русской азбуки на латиницу, которую он находил более красивой и чёткой. В рамках данной работы Кадинский представил свой вариант латинского алфавита из 24 букв, а также довольно экзотические правила правописания, вдохновлённые по большей части французской орфографией.

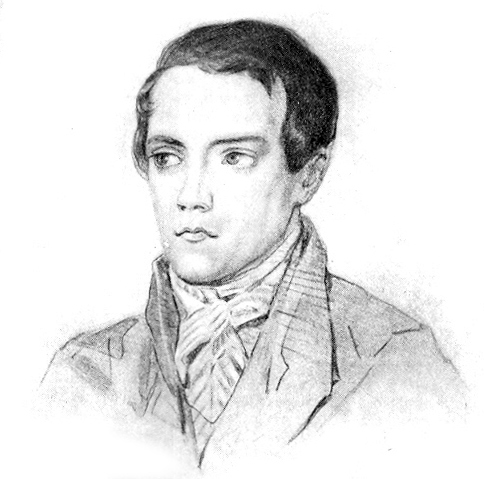
В. Г. Белинский.

На работу Кадинского обратил внимание его современник, известный литературный критик и публицист В. Г. Белинский, также выражавший радикальные взгляды западничества. Белинский с особым энтузиазмом принялся за разбор данной брошюры, так как сам интересовался вопросами русского правописания и имел собственное мнение о том, как его можно было бы улучшить. Его критическая статья на работу Кадинского была опубликована в декабре 1845 года в литературном журнале «Отечественные записки». В ней рецензент выявил ряд недостатков в программе Кадинского, в частности подвергнув критике позиционный (слоговый) принцип чтения букв (приводя пример со звуком /ц/, который у Кадинского мог выражаться как «ç», «cz» или «t» в сочетании -tia), что вкупе с преложенными автором брошюры орфографическими новшествами, Белинский находил скорее «затруднением», нежели «упрощением» орфографии и в пику Кадинскому выдвинул свой проект замены кириллицы латинским письмом.
Однако, в отличие от Кадинского, Белинский не настаивал на столь радикальном преобразовании алфавита, одновременно с этим признавая, что подобные реформы не могут зависеть лишь от воли одного человека. У Белинского, как и у всех, кто предлагал перейти на латиницу в то время, не было никаких полномочий для осуществления подобного проекта. В заключение критик заявил, что высказал своё мнение о пользе и возможности данной реформы «не больше как мечту».
Однако сама письменная практика с её запутанным правописанием требовала полноценной графико-орфографической реформы, мечта всё более приближалась к реальности. В связи с этим Кадинский не стал ограничиваться лишь одной попыткой привлечь внимание к своему проекту и в 1857 году вновь обратился к вопросу латинизации русского письма в своей новой работе «Преобразование и упрощение русского правописания», вышедшей, однако, уже после смерти Белинского.
Идея ещё больше сблизить русский алфавит с латиницей, за которую ратовал Белинский, высказывалась как до, так и после него. Обзор попыток латинизации русской письменности в XIX веке представил филолог Я. К. Грот в работе «Спорные вопросы русского правописания от Петра Великого доныне», упоминая в этом контексте и проект Белинского. Грот весьма критически оценивал все вышеупомянутые работы и ответил тем, кому русская азбука «кажется безобразною», а русское письмо в целом оценивается как самое «неграциозное и неловкое отродье щеголеватого письма греков».

## Орфография
| A a | Б б | В в | Г г | Д д | Е е |
| Ж ж | З з | І і | К к | Л л | М м |
| Н н | О о | П п | Р р | С с | Т т |
| У у | Ф ф | Х х | Ц ц | Ч ч | Ш ш |
| Щщ  | Ъ ъ | Ы ы | Ь ь | Ю ю | Я я |

Белинский детально, почти полиграфически, анализировал буквы дореформенного алфавита, указывая на малую различимость и некрасивость ряда русских букв, требуя ещё большего сближения их с латинскими и в целом высказывался — в идеале — за переход на латиницу. Глубоко и ясно понимавший вопросы орфографии Белинский считал некоторые буквы избыточными, в частности употребление буквы «Ѣ» (ять) критик считал основанным на «шатких» правилах и в связи с этим высказывался за её замену на «Е» в корнях слов (кроме случаев, где необходимо было разделить омофоны наподобие «ѣсть» или «есть»). Белинский считал её необходимой лишь в окончаниях слов, однако и в этих случаях критик предлагал вместо этой неэстетичной по его мнению буквы писать «ê» (e с циркумфлексом), например: рус. дореф. мнѣ → мнê, рус. дореф. тебѣ → тебê[sic], рус. дореф. всѣ → всê, рус. дореф. тѣ → тê, рус. дореф. водѣ → водê, рус. дореф. дядѣ → дядê и т. д.. В связи с вышеперечисленным он предлагал следующие изменения в алфавите:
- изменить начертания строчных букв «п», «ц», «ш» и «щ»: взамен угловатых литер предлагалось сделать их скруглёнными посредством верхней и нижней поперечной черты (как в современной болгарице)[44][47][48]. Грот упоминает, что спустя примерно двадцать лет эта идея была воплощена в типографии М. Н. Каткова (по крайней мере в отношении буквы «п»)[18][комм. 3];
- исключить из алфавита буквы «И» (иже)[44][50][46][51], «Ѣ» (ять)[52][53][54], «Э» (э оборотное), «Ѳ» (фита)[55][56][57][58] и «Ѵ» (ижица), вместо них предполагалось использовать, соответственно, «Е», «Ф», «İ»; «Й» (и краткое) Белинский предлагал заменить на «J»[59][50][46][комм. 4] (аналогичное решение использовал Вук Караджич при составлении  кириллической азбуки для сербохорватского языка);
- для выражения трёх способов чтения буквы «Е» (есть) на французский манер использовать надстрочные знаки: э → e (без диакритики), е → è (e с грависом), ё → é (e с акутом)[44][45][54].

Для улучшения русского правописания Белинский находил нужным не только отказ от лишних букв, но и некоторое упорядочение запутанных правил, которые действовали в дореформенной орфографии. В частности, критик был недоволен слишком «искусственными», по его мнению, правилами написания имен прилагательных. Критик отмечал, что окончания -ый, -ий (рус. дореф. -ій), возникшие под влиянием церковнославянского языка никогда не соответствовали русскому произношению. Белинский предлагал изменить их правописание следующим образом:
- в именительном и винительном падежах прилагательных, причастий и местоименных слов мужского рода единственного числа писать одинаково окончания как в ударных, так и в безударных случаях: -ой (-oj) и -ей (-еj) вместо -ый и -ий (рус. дореф. -ій), например: славный → славной (славноj), всякий (рус. дореф. всякій) → всякой (всякоj), синий (рус. дореф. синій) → синей (синеj)[64][63][65], что соответствует морфологическому принципу русского правописания[66];
- во множественном числе для прилагательных всех трёх родов писать окончания -ыи (-ыі), -ии (-іі)[комм. 5] и -еи (-еі) вместо -ые, -ие (рус. дореф. -іе), -ыя, и -ия (рус. дореф. -ія), например: рус. дореф. славные, славныя (ср. совр. славные) → славныи (славныі), рус. дореф. всякіе, всякія (ср. совр. всякие) → всякии (всякіі), рус. дореф. синіе, синія (ср. совр. синие) → синеи (сінеі)[64][67][68][69];
- в родительном же падеже единственного числа прилагательных, причастий и местоименных слов мужского и среднего рода согласно произношению[69] в окончании писать −ово и −ева вместо книжных −ого и −его, например: рус. дореф. славнаго → славново (ср. совр. славного), рус. дореф. большаго → большово (ср. совр. большого), рус. дореф. верхнега → верхнева (ср. совр. верхнего), рус. дореф. нижнега → нижнева (ср. совр. нижнего)[64][70][71].

Таким образом, автор выводил простое педагогическое правило, согласно которому, буквы «о» и «е» неизменно присутствовали бы в окончаниях имён прилагательных единственного числа во всех падежах, за исключением творительного (см. примеры). Грот отмечает, что предложения Белинского частично пересекались с идеями М. В. Ломоносова, который последовательно писал «доброй» и «верхней» (вместо «добрый» и «верхний» соответственно) и не признававшего букв «Э» и «Ѳ», а также В. К. Тредиаковского, который писал во множественном числе «добрыи» и «верхнии» (рус. дореф. верхніи), а вместо буквы «Ѣ» в некоторых случаях ставил «Е». Автор всерьёз предлагал внедрить эти изменения, так как, по его мнению, они были вполне осуществимы на практике (некоторые из них впоследствии были приняты в рамках орфографической реформы 1918 года). 
Признавая нужным упразднение лишних букв русской азбуки, считая желательным упорядочить правила правописания и очень удачно (по мнению Чернышёва) указывая на окончания прилагательных, Белинский хорошо осознавал трудности внедрения новой орфографии. Он считал, что неупорядоченное состояния русской орфографии — зло, которое было заметно многим, но исправить которое никто ранее не думал. Белинский рассуждал об орфографии с позиции педагога, к чему его подталкивали не только педагогические размышления, но и непосредственно преподавательская деятельность.
Польский языковед Юлиан Котковский считал, что замечания Белинского не имели никакого смысла с точки зрения филологической науки, а сам рецензент, по мнению Котковского, колебался в вопросе того, стоило ли полностью отказаться от тогдашнего русского алфавита или оставить его для употребления в тех или иных случаях. При этом Белинский считал вышеупомянутые предложения не «реформой», а лишь небольшими улучшениями кириллической азбуки и правописания, поэтому решил не останавливаться на них и пошёл ещё дальше, выдвинув свой проект латинизации русского письма.

## Структура
| A a | B b | C c | D d | E e | F f | G g |
| H h | I i | J j | K k | L l | M m | N n |
| O o | P p | R r | S s | Ꞩ ꞩ | T t | U u |
| V v | Х х | Ч ч | Ц ц | Z z | Ƶ ƶ | Ъ ъ |
| Ь ь | У у | Я я | Ŋ ŋ |     |     |     |

Белинский считал, что букв базового латинского алфавита недостаточно для выражения всех фонем русского языка. В частности, он отмечал, что Кадинский: 
<…> желает полного и совершенного заменения нашей азбуки латинской. Это, по его мнению, единственное средство упростить русскую грамматику. Главное его требование состоит в том, чтоб каждый основной звук имел для своего выражения только одну букву, которая бы уже ни в каком случае не выражала другого звука. Прекрасно! Но достаточен ли латинский алфавит для выражения всех основных звуков русского языка? Г-н Кодинский[sic] совершенно убежден в этом, и это большая с его стороны ошибка. Но еще больше грешит он против духа русского языка, приноравливая его азбуку более к французскому, нежели к русскому языку, — <…>.Оригинальный текст (рус. дореф.)<…> желаетъ полнаго и совершеннаго замѣнения нашей азбуки латинскою. Это, по его мнѣнию, единственное средство упростить русскую грамматику. Главное его требование состоитъ въ томъ, чтобъ каждый основной звукъ имѣлъ для своего выражения только одну букву, которая бы уже ни в каком случаѣ не выражала другого звука. Прекрасно! Но достаточенъ ли латинскій алфавитъ для выражения всѣхъ основныхъ звуковъ русскаго языка? Г. Кодинскій[sic] совершенно убѣжденъ въ этомъ, и это большая съ его стороны ошибка. Но еще больше грѣшитъ онъ противъ духа русскаго языка, приноравливая его азбуку болѣе къ французскому, нежели къ русскому языку, — <…>.
 Далее Белинский обосновывал свой проект латинизации русского письма, главной же и существенной проблемой которой он видел не столько исключение старых букв, сколько необходимость выражать существующими буквами иные звуки, нежели те, которые они обозначали в тогдашнем алфавите.
Критик имел в виду буквы, совпадающие по начертанию с латинскими, в частности: «Рр» (рцы), «В» (веди), «ь» (ерь), «Н» (наш), «Сс» (слово), «М» (мыслите), «т» (твердо в письме и курсиве) и «п» (строчный покой), которые имеют сходство с «Pp», «Bb», «H», «Cc», «Mm» и «n» соответственно. Взамен некрасивых, по мнению Белинского, и неудобных в типографском отношении букв русской азбуки («чудовищное ‘добро’», «широкое, кудрявое и некрасивое ‘живете’», «неудобное строчное ‘твердо’» и т. д.) предлагались к употреблению латинские литеры, в частности модифицированные штрихом латинские буквы «Ꞩꞩ» и «Ƶƶ», таким образом, буквально предвосхищая соответствующие буквы, принятые некоторыми народами в годы латинизации.
Проект Белинского предполагал следующее:
- исключить из алфавита буквы «Бб», «в», «Гг», «Дд», «Жж», «Зз», «Ии», «Лл», «н», «П», «т», «Фф», «Шш», «Щщ», «Ы», «Ѣѣ», «Ээ», «Ѳѳ» и «Ѵѵ» как избыточные[81][82][83];
- девять букв: «А», «О», «Е»,  «К», «М», «Т», «Х» и «Я» — оставить без изменений как начертании, так и в произношении (за исключением введённых надстрочных знаков для «Е»)[22][84][83];
- ввести четырнадцать новых букв, в частности дифференцировать звонкое и фрикативнное «г» с помощью букв «Gg» (густое га) и «Hh» (тонкое га) соответственно[22][84][83];
- букву «ъ» (ер) оставить только как разделительный знак после приставок, оканчивающихся на согласные, перед йотированными гласными: «e», «ŋ», «я» (как в современной русской орфографии), при этом автор допускал замену «ъ» на знак апострофа, например: рус. дореф. объявленіе → ob’яvlenie (ср. совр. объявление)[81][82][85] — впоследствии такой приём некоторое время использовался в советской печати[69]; букву «ь» (ерь) оставить для обозначения мягкости согласной в конце слова, при этом, как и в случае с ером, допускалась замена «ь» на знак острого ударения, однако над некоторыми высокими буквами, где нет возможности его разместить (например над строчными «t» и «d»), а также в для тех случаев, где «ь» необходим в середине слова (но не после приставок) — для отделения в произношении согласной от следующих за ней «i», «e», «ŋ», «я» предлагалось писать «ı» (ı без точки), например: рус. дореф. видѣніе, видѣнье → vidènie, vidènıe (ср. совр. видение, виденье)[81][86][85].

Белинский в своем проекте пытался учесть не только эстетический, но и прагматический аспекты, в частности заменяя широкие русские буквы более компактными латинскими. В отличие от аналогичного проекта Кадинского, не допускалось использование диграфов (например «ch», «sch» и т. д.) как «обезображивающих немецкую и польскую азбуки». Опубликованный Белинским алфавит состоял из 32 букв. Его отличительной особенностью было наличие в нём специфической буквы «Ŋŋ» (энг или энгма), на тот период не встречавшейся ни в латинских, ни в кириллических алфавитах и которую автор предлагал в качестве замены кириллической буквы «Юю». Всё это, по мнению Белинского, привело бы к тому, что:
<…> русская азбука не отличалась бы резко от других европейских алфавитов, а между тем не утратила бы своей оригинальности; тогда сделалось бы возможным печатать русские книги не только красиво, изящно и четко как крупным, так и мелким шрифтом, но еще и убористо, так что русский перевод французской книги не был бы в полтора или почти в два раза толще подлинника.Оригинальный текст (рус. дореф.)<…> русская азбука не отличалась бы рѣзко отъ другихъ европейскихъ алфавитовъ, а между-тѣмъ не утратила бы своей оригинальности; тогда сдѣлалось бы возможнымъ печатать русскіе книги не только красиво, изящно и четко какъ крупнымъ, такъ и мелкимъ шрифтомъ, но еще и убористо, такъ что русскій переводъ французской книги не былъ бы въ полтора или почти въ два раза толще подлинника.
В таблице ниже даны соответствия между буквами русского дореформенного алфавита и латиницы Белинского:
|                                     | Аа | Aa |  |    | Ее | Èè |    |    | Кк | Kk |    |  | Пп | Pp |  |    | Фф | Ff |    |    | Щщ | Цц |  |  | Ээ | Ee |
|                                     | Бб | Bb |  | Жж | Ƶƶ |    | Лл | Ll |    | Рр | Rr |  | Хх | Хх |  | Ъъ | Ъъ |    | Юю | Ŋŋ |    |    |  |  |    |    |
|                                     | Вв | Vv |  | Зз | Zz |    | Мм | Mm |    | Сс | Ss |  | Цц | Cc |  | Ыы | Уу |    | Яя | Яя |    |    |  |  |    |    |
|                                     | Гг | Gg |  | Ии | Ii |    | Нн | Nn |    | Тт | Tt |  | Чч | Чч |  | Ьь | Ьь |    | Ѳѳ | Ff |    |    |  |  |    |    |
|                                     | Дд | Dd |  | Іі | Ii |    | Оо | Oo |    | Уу | Uu |  | Шш | Ꞩꞩ |  | Ѣѣ | Êê |    | Ѵѵ | Ii |    |    |  |  |    |    |
| Гласные Согласные Прочие Устаревшие |    |    |  |    |    |    |    |    |    |    |    |  |    |    |  |    |    |    |    |    |    |    |  |  |    |    |

## Критика

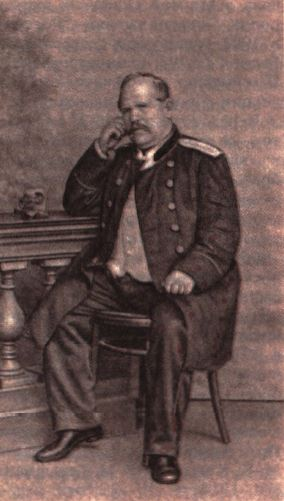
Л. В. Брант.

Белинский одним из первых привлёк всеобщее внимание к вопросу о неудовлетворительности русского правописания и желательности реформировать его в соответствии с фактическим состоянием русского языка. Знаменитый критик выступил как решительный сторонник исправления действовавшей на тот момент орфографии. Однако далеко не все его современники разделяли подобные взгляды, в частности, критик и публицист Л. В. Брант в газете «Северная пчела» негативно отозвался о предложении Белинского, заявив о нецелесообразности введения фонетических написаний и замены русской графики латинской: 

Недовольные наружностью русских букв, «Отечественные записки» преважно делают им инспекторский осмотр и перекличку. У одной находят плечи слишком поднятыми к верху, у другой ноги тонкими, третью очень толстой, четвертую горбатой… по прочитайте сами… Особенному гонению подверглись несчастные: Д, Ы и Ѣ. «Отечественные записки» называют их «чудищами безобразия». Затем знаменитый журнал предлагает преобразования русского алфавита: одни буквы переделывает по своему вкусу, другие вовсе изгоняет, <…> Видите ли, тогда русские буквы будут красивее!
<…>
От лица журналистов литераторов и всех грамотных людей русских «Северная пчела» осмеливается отвечать, что о подобных предположениях никто и думать не будет, предоставляя их в полное и исключительное обладание «Отечественных записок». В каком другом повременнике редактор допустит сочинять подобные небылицы?
Оригинальный текст (рус. дореф.)
Не довольныя наружностью Русскихъ буквъ, Отеч. Записки преважно дѣлаютъ имъ инспекторскій осмотръ и перекличку. У одной находятъ плечи слишкомъ поднятыми къ верху, у другой ноги тонкими, третью очень толстою, четвертую горбатою… по прочитайте сами… Особенному гоненію подверглись несчастные: Д, Ы и Ѣ. Отеч. Записки» называютъ ихъ «чудищами безобразія». Затѣмъ знаменитый журналъ предлагаетъ преобразованія Русскаго алфавита: однѣ буквы передѣлываетъ по своему вкусу, другіе вовсе изгоняетъ, <…> Видите ли, тогда Русскія буквы будутъ красивѣе! <…> Отъ лица журналистовъ литераторовъ и всѣхъ грамотныхъ людей Русскихъ «Сѣверная пчела» осмѣливается отвѣчать, что о подобныхъ предположеніяхъ никто и думать не будетъ, предоставляя ихъ въ полное и исключительное обладаніе Отеч. Записок. Въ какомъ другомъ повременникѣ редакторъ допуститъ сочинять подобныя небылицы? 

По мнению Котковского, Белинский «не достиг научной уверенности», но при этом вывел «чрезвычайно сильные и убедительные замечания» в адрес тогдашней русской азбуки и орфографии. Русский и советский языковед В. И. Чернышёв во многих отношениях разделял взгляд Белинского на дореформенную орфографию, в особенности относительно обучения ей (оставив, однако, без внимания вопрос латинизации русской письменности). В дальнейшем некоторые из предложений Белинского были осуществлены в рамках орфографической реформы 1918 года. Латвийский и советский языковед Ян Вилюмович Лоя находил мысли Белинского по вопросам письменности «очень многогранными и интересными».
В то же время предложенный Белинским проект латинизации русского письма так и не был осуществлён. Спустя три года после публикации в 1848 году после продолжительной болезни умер сам Белинский. Его проект не смог привлечь внимания современников и не получил дальнейшего развития. В дальнейшем его алфавит упоминался лишь в работах отдельных языковедов. Все последующие попытки латинизации русской письменности, например советский проект русской латиницы Яковлева, строились уже на иных научных принципах и не учитывали наработок Белинского.
Тем не менее идея сблизить начертания русских литер с латиницей высказывалась как до, так и после Белинского. Практически она была осуществлена лишь в XX веке и в настоящее время характерна преимущественно для болгарской типографической школы, в то время как для собственно русскоязычных изданий такой шрифт не получил широкого распространения.

## Сводная таблица
| Графема | Графема | Название           | Произношение        | Произношение        | Произношение        | Примечание                                                                                         |
| Графема | Графема | Название           | Фонема              | Транскрипция        | Звучание            | Примечание                                                                                         |
| ------- | ------- | ------------------ | ------------------- | ------------------- | ------------------- | -------------------------------------------------------------------------------------------------- |
|         | A a     | Неизвестно         | /a/                 | /а/                 | /a/                 | Соответствует кириллической «Аа».                                                                  |
|         | B b     | бе                 | /b/, /bʲ/           | /б/, /б’/           | /b/, /bʲ/           | Соответствует кириллической «Бб».                                                                  |
|         | C c     | це                 | /t͡s/                | /ц/                 | /t͡s/                | Соответствует кириллической «Цц».                                                                  |
|         | D d     | де                 | /d/, /dʲ/           | /д/, /д’/           | /d/, /dʲ/           | Соответствует кириллической «Дд».                                                                  |
|         | E e     | Неизвестно         | /je/, /e/           | [й’э], /э/          | /je/, [ɛ] ~ /e/     | Соответствует кириллическим «Ee», «Ѣѣ» и «Ээ».                                                     |
|         | F f     | эф (эфъ)           | /f/, /fʲ/           | /ф/, /ф’/           | /f/, /fʲ/           | Соответствует кириллическим «Фф» и «Ѳѳ».                                                           |
|         | G g     | густое га          | /g/                 | /г/, /г’/           | /g/, /gʲ/           | Соответствует кириллической «Гг» за исключением тех случаев, где оно читается как фрикативное.     |
|         | H h     | тонкое га          | /g/                 | [г]                 | [ɣ]                 | Соответствует кириллической «Гг», где оно читается как фрикативное (как в современном украинском). |
|         | I i     | Неизвестно         | /i/                 | /и/                 | /i/ ~ [ɨ]           | Соответствует кириллическим «Ии», «Іі» и «Ѵѵ».                                                     |
|         | J j     | Неизвестно         | /j/                 | /й’/                | /j/ ~ [ɪ̯]           | Соответствует кириллической «Йй».                                                                  |
|         | K k     | Неизвестно         | /k/                 | /к/, /к’/           | /k/, /kʲ/           | Соответствует кириллической «Кк».                                                                  |
|         | L l     | ла                 | /ɫ/, /lʲ/           | /л/, /л’/           | /ɫ/, /lʲ/           | Соответствует кириллической «Лл».                                                                  |
|         | M m     | Неизвестно         | /m/, /mʲ/           | /м/, /м’/           | /m/, /mʲ/           | Соответствует кириллической «Мм».                                                                  |
|         | N n     | Неизвестно         | /n/, /nʲ/           | /н/, /н’/           | /n/, /nʲ/           | Соответствует кириллической «Нн».                                                                  |
|         | O o     | Неизвестно         | /o/                 | /о/                 | /o/                 | Соответствует кириллической «Оо».                                                                  |
|         | P p     | пе                 | /p/, /pʲ/           | /п/, /п’/           | /p/, /pʲ/           | Соответствует кириллической «Пп».                                                                  |
|         | R r     | ре — рцы           | /r/, /rʲ/           | /р/, /р’/           | /r/, /rʲ/           | Соответствует кириллической «Рр».                                                                  |
|         | S s     | эс (эсъ) — слово   | /s/, /sʲ/           | /с/, /с’/           | /s/, /sʲ/           | Соответствует кириллической «Сс».                                                                  |
|         | Ꞩ ꞩ     | ша                 | /ʂ/                 | /ш/                 | /ʂ/                 | Соответствует кириллической «Шш».                                                                  |
|         | T t     | те — твердо        | /t/, /tʲ/           | /т/, /т’/           | /t/, /tʲ/           | Соответствует кириллической «Тт».                                                                  |
|         | U u     | Неизвестно         | /u/                 | /у/                 | /u/                 | Соответствует кириллической «Уу».                                                                  |
|         | V v     | ве — веди (вѣди)   | /v/, /vʲ/           | /в/, /в’/           | /v/, /vʲ/           | Соответствует кириллической «Вв».                                                                  |
|         | Х х     | ха — хер (хѣръ)    | /x/                 | /х/, /х’/           | /x/, /xʲ/           | [ табл. 3 ]                                                                                        |
|         | Ч ч     | че — червь         | /t͡ɕ/                | /ч’/                | /t͡ɕ/                | [ табл. 3 ]                                                                                        |
|         | Ц ц     | ща                 | /ɕː/                | /щ’/                | /ɕː/                | Соответствует кириллической «Щщ», в то время как «Цц» → «Cc».                                      |
|         | Z z     | зет (зетъ) — земля | /z/, /zʲ/           | /з/, /з’/           | /z/, /zʲ/           | Соответствует кириллической «Зз».                                                                  |
|         | Ƶ ƶ     | же — живете        | /ʐ/                 | /ж/                 | /ʐ/                 | Соответствует кириллической «Жж».                                                                  |
|         | Ъ ъ     | ер (еръ)           | Звука не обозначают | Звука не обозначают | Звука не обозначают | [ табл. 3 ] [ табл. 4 ]                                                                            |
|         | Ь ь     | ерь                | Звука не обозначают | Звука не обозначают | Звука не обозначают | [ табл. 3 ]                                                                                        |
|         | У у     | еры                | /i/                 | /ы/                 | [ɨ]                 | [ табл. 5 ]                                                                                        |
|         | Я я     | Неизвестно         | /ja/, /a/           | /й’а/, /а/          | /ja/, [æ]           | [ табл. 3 ]                                                                                        |
|         | Ŋ ŋ     | ю                  | /ju/, /u/           | /й’у/, /у/          | /ju/, /u/           | Соответствует кириллической «Юю».                                                                  |

1. 1 2 3 4 5 6 7 8 9  В начале слова, после гласной, букв «ъ», «ь» и «ı» (либо знака апостофа).
2. ↑  В статье Белинского прямо не указано, какой фонеме соответствует эта буква в его проекте русской латиницы, однако ранее критик предлагал замену «Й» на «J» в кириллическом алфавите.
3. 1 2 3 4 5  Заимствована из кириллицы без измененний.
4. ↑  Предполагалось использование ера только в середине слов перед йотированной гласной, где допукалась его замена знаком апострофа (см. правило).
5. ↑  Белинский предлагал заменить кириллическую «Ыы» на «Yy» как в польском алфавите[100][101]. Однако начертание кириллической «Уу» в большинстве шрифтов имеет некоторые отличия от латинской «Yy», тем не менее Белинский выступал именно за использование первой[102]
6. ↑  В первоисточнике вместо строчной «ŋ» используется капительная «ŋ», при этом в издании 1884 года по неизвестной причине используется начертание «Dd».

## Примеры
Условные обозначения:
- полужирным начертанием обозначены окончания прилагательных;
- подсвечиваемым текстом обозначены отличия от современной орфографии;
- знаки акута (´) и грависа (`) используются как диакритики согласно авторской орфографии и не обозначают ударение.

Склонение прилагательного «большо́й»:
| Категория | Категория | Категория | Категория | Современная орфография | Современная орфография | Современная орфография |           | Дореформенная орфография | Дореформенная орфография | Дореформенная орфография |           | Орфография Белинского | Орфография Белинского | Орфография Белинского |          | Латиница Белинского | Латиница Белинского | Латиница Белинского |  | Латиница Кадинского (1842) | Латиница Кадинского (1842) | Латиница Кадинского (1842) |
| Падеж     | Падеж     | Падеж     | Число     | Муж. р.                | Ср. р.                 | Жен. р.                | Муж. р.   | Ср. р.                   | Жен. р.                  | Муж. р.                  | Ср. р.    | Жен. р.               | Муж. р.               | Ср. р.                | Жен. р.  | Муж. р.             | Ср. р.              | Жен. р.             |  |                            |                            |                            |
|           | Им.       | Им.       | Ед.       | больш-ой               | больш-ое               | больш-ая               | больш-ой  | больш-ое                 | больш-ая                 | больш-оj                 | больш-оѐ  | больш-ая              | bolıꞩ-оj              | bolıꞩ-оè              | bolıꞩ-ая | bolx-éi             | bolx-éie            | bolx-haia           |  |                            |                            |                            |
| Мн.       | Им.       | Им.       | больш-ие  | больш-ие               | больш-ие               | больш-іе               | больш-ія  | больш-ія                 | больш-іі                 | больш-іі                 | больш-іі  | bolıꞩ-іі              | bolıꞩ-іі              | bolıꞩ-іі              | bolx-ie  | bolx-ie             | bolx-ie             |                     |  |                            |                            |                            |
|           | Род.      | Род.      | Ед.       | больш-ого              | больш-ого              | больш-ой               | больш-ого | больш-ого                | больш-ой                 | больш-ово                | больш-ово | больш-оj              | bolıꞩ-ovo             | bolıꞩ-ovo             | bolıꞩ-oj | bolx-ého            | bolx-ého            | bolx-éi             |  |                            |                            |                            |
| Мн.       | Род.      | Род.      | больш-их  | больш-их               | больш-их               | больш-ихъ              | больш-ихъ | больш-ихъ                | больш-іх                 | больш-іх                 | больш-іх  | bolıꞩ-iх              | bolıꞩ-iх              | bolıꞩ-iх              | bolx-iх  | bolx-iх             | bolx-iх             |                     |  |                            |                            |                            |
|           | Дат.      | Дат.      | Ед.       | больш-ому              | больш-ому              | больш-ой               | больш-ому | больш-ому                | больш-ой                 | больш-ому                | больш-ому | больш-оj              | bolıꞩ-omu             | bolıꞩ-omu             | bolıꞩ-oj | bolx-ému            | bolx-ému            | bolx-éi             |  |                            |                            |                            |
| Мн.       | Дат.      | Дат.      | больш-им  | больш-им               | больш-им               | больш-имъ              | больш-имъ | больш-имъ                | больш-ім                 | больш-ім                 | больш-ім  | bolıꞩ-iм              | bolıꞩ-iм              | bolıꞩ-iм              | bolx-im  | bolx-im             | bolx-im             |                     |  |                            |                            |                            |
|           | Вин.      | Одуш.     | Ед.       | больш-ого              | больш-ое               | больш-ую               | больш-аго | больш-ое                 | больш-ую                 | больш-ово                | больш-оѐ  | больш-ую              | bolıꞩ-ovo             | bolıꞩ-oè              | bolıꞩ-uŋ | bolx-ého            | bolx-ého            | bolx-huiu           |  |                            |                            |                            |
| Мн.       | Вин.      | Одуш.     | больш-их  | больш-их               | больш-их               | больш-ихъ              | больш-ихъ | больш-ихъ                | больш-іх                 | больш-іх                 | больш-іх  | bolıꞩ-iх              | bolıꞩ-iх              | bolıꞩ-iх              | bolx-iх  | bolx-iх             | bolx-iх             |                     |  |                            |                            |                            |
| Неод.     | Вин.      | Ед.       | больш-ой  | больш-ое               | больш-ую               | больш-ой               | больш-ое  | больш-ую                 | больш-оj                 | больш-оѐ                 | больш-ую  | bolıꞩ-oj              | bolıꞩ-oè              | bolıꞩ-uŋ              | bolx-éi  | bolx-éie            | bolx-huiu           |                     |  |                            |                            |                            |
| Неод.     | Вин.      | Мн.       | больш-ие  | больш-ие               | больш-ие               | больш-іе               | больш-ія  | больш-ія                 | больш-іі                 | больш-іі                 | больш-іі  | bolıꞩ-ii              | bolıꞩ-ii              | bolıꞩ-ii              | bolx-іe  | bolx-іe             | bolx-іe             |                     |  |                            |                            |                            |
|           | Твор.     | Твор.     | Ед.       | больш-ом               | больш-ом               | больш-ой               | больш-омъ | больш-омъ                | больш-ою                 | больш-ом                 | больш-ом  | больш-ою              | bolıꞩ-уm              | bolıꞩ-уm              | bolıꞩ-oŋ | bolx-im             | bolx-im             | bolx-éiu            |  |                            |                            |                            |
| Мн.       | Твор.     | Твор.     | больш-ими | больш-ими              | больш-ими              | больш-ими              | больш-ими | больш-ими                | больш-імі                | больш-імі                | больш-імі | bolıꞩ-imi             | bolıꞩ-imi             | bolıꞩ-imi             | bolx-imі | bolx-imі            | bolx-imі            |                     |  |                            |                            |                            |
|           | Предл.    | Предл.    | Ед.       | больш-ом               | больш-ом               | больш-ой               | больш-омъ | больш-омъ                | больш-ой                 | больш-ом                 | больш-ом  | больш-оj              | bolıꞩ-om              | bolıꞩ-om              | bolıꞩ-oj | bolx-ém             | bolx-ém             | bolx-éi             |  |                            |                            |                            |
| Мн.       | Предл.    | Предл.    | больш-их  | больш-их               | больш-их               | больш-ихъ              | больш-ихъ | больш-ихъ                | больш-іх                 | больш-іх                 | больш-іх  | bolıꞩ-iх              | bolıꞩ-iх              | bolıꞩ-iх              | bolx-iх  | bolx-iх             | bolx-iх             |                     |  |                            |                            |                            |

Склонение прилагательного «славный»:
| Категория | Категория | Категория | Категория | Современная орфография | Современная орфография | Современная орфография |           | Дореформенная орфография | Дореформенная орфография | Дореформенная орфография |           | Орфография Белинского | Орфография Белинского | Орфография Белинского |            | Латиница Белинского | Латиница Белинского | Латиница Белинского |  | Латиница Кадинского (1842) | Латиница Кадинского (1842) | Латиница Кадинского (1842) |
| Падеж     | Падеж     | Падеж     | Число     | Муж. р.                | Ср. р.                 | Жен. р.                | Муж. р.   | Ср. р.                   | Жен. р.                  | Муж. р.                  | Ср. р.    | Жен. р.               | Муж. р.               | Ср. р.                | Жен. р.    | Муж. р.             | Ср. р.              | Жен. р.             |  |                            |                            |                            |
|           | Им.       | Им.       | Ед.       | славн-ый               | славн-ое               | славн-ая               | славн-ый  | славн-ое                 | славн-ая                 | славн-оj                 | славн-оѐ  | ?                     | slavn-оj              | slavn-oè              | ?          | slavn-hy            | slavn-oie           | slavn-aia           |  |                            |                            |                            |
| Мн.       | Им.       | Им.       | славн-ые  | славн-ые               | славн-ые               | славн-ые               | славн-ыя  | славн-ыя                 | славн-ыі                 | славн-ыі                 | славн-ыі  | slavn-уі              | slavn-уі              | slavn-уі              | slavn-hie  | slavn-hie           | slavn-hie           |                     |  |                            |                            |                            |
|           | Род.      | Род.      | Ед.       | славн-ого              | славн-ого              | славн-ой               | славн-аго | славн-аго                | славн-ой                 | славн-ово                | славн-ово | ?                     | slavn-ovo             | slavn-ovo             | ?          | slavn-oho           | slavn-oho           | slavn-oi            |  |                            |                            |                            |
| Мн.       | Род.      | Род.      | славн-ых  | славн-ых               | славн-ых               | славн-ыхъ              | славн-ыхъ | славн-ыхъ                | славн-ых                 | славн-ых                 | славн-ых  | slavn-ух              | slavn-ух              | slavn-ух              | slavn-hix  | slavn-hix           | slavn-hix           |                     |  |                            |                            |                            |
|           | Дат.      | Дат.      | Ед.       | славн-ому              | славн-ому              | славн-ой               | славн-ому | славн-ому                | славн-ой                 | славн-ому                | славн-ому | ?                     | slavn-omu             | slavn-omu             | ?          | slavn-omu           | slavn-omu           | slavn-oi            |  |                            |                            |                            |
| Мн.       | Дат.      | Дат.      | славн-ым  | славн-ым               | славн-ым               | славн-ымъ              | славн-ымъ | славн-ымъ                | славн-ым                 | славн-ым                 | славн-ым  | slavn-уm              | slavn-уm              | slavn-уm              | slavn-him  | slavn-him           | slavn-him           |                     |  |                            |                            |                            |
|           | Вин.      | Одуш.     | Ед.       | славн-ого              | славн-ое               | славн-ую               | славн-аго | славн-ое                 | славн-ую                 | славн-ово                | славн-оѐ  | ?                     | slavn-ovo             | slavn-oè              | ?          | slavn-oho           | slavn-oho           | slavn-uiu           |  |                            |                            |                            |
| Мн.       | Вин.      | Одуш.     | славн-ых  | славн-ых               | славн-ых               | славн-ыхъ              | славн-ыхъ | славн-ыхъ                | славн-ых                 | славн-ых                 | славн-ых  | slavn-ух              | slavn-ух              | slavn-ух              | slavn-hix  | slavn-hix           | slavn-hix           |                     |  |                            |                            |                            |
| Неод.     | Вин.      | Ед.       | славн-ый  | славн-ое               | славн-ую               | славн-ый               | славн-ое  | славн-ую                 | славн-оj                 | славн-оѐ                 | ?         | slavn-oj              | slavn-oè              | ?                     | slavn-hy   | slavn-oie           | slavn-uiu           |                     |  |                            |                            |                            |
| Неод.     | Вин.      | Мн.       | славн-ые  | славн-ые               | славн-ые               | славн-ые               | славн-ыя  | славн-ыя                 | славн-ыі                 | славн-ыі                 | славн-ыі  | slavn-уі              | slavn-уі              | slavn-уі              | slavn-hie  | slavn-hie           | slavn-hie           |                     |  |                            |                            |                            |
|           | Твор.     | Твор.     | Ед.       | славн-ым               | славн-ым               | славн-ой               | славн-ымъ | славн-ымъ                | славн-ою                 | славн-ым                 | славн-ым  | ?                     | slavn-уm              | slavn-уm              | ?          | slavn-him           | slavn-him           | slavn-oiu           |  |                            |                            |                            |
| Мн.       | Твор.     | Твор.     | славн-ыми | славн-ыми              | славн-ыми              | славн-ыми              | славн-ыми | славн-ыми                | славн-ымі                | славн-ымі                | славн-ымі | slavn-уmі             | slavn-уmі             | slavn-уmі             | slavn-himi | slavn-himi          | slavn-himi          |                     |  |                            |                            |                            |
|           | Предл.    | Предл.    | Ед.       | славн-ом               | славн-ом               | славн-ой               | славн-омъ | славн-омъ                | славн-ой                 | славн-ом                 | славн-ом  | ?                     | slavn-om              | slavn-om              | ?          | slavn-om            | slavn-om            | slavn-oi            |  |                            |                            |                            |
| Мн.       | Предл.    | Предл.    | славн-ых  | славн-ых               | славн-ых               | славн-ыхъ              | славн-ыхъ | славн-ыхъ                | славн-ых                 | славн-ых                 | славн-ых  | slavn-ух              | slavn-ух              | slavn-ух              | slavn-hix  | slavn-hix           | slavn-hix           |                     |  |                            |                            |                            |

Склонение прилагательного «всякий» (рус. дореф. всякій):
| Категория | Категория | Категория | Категория | Современная орфография | Современная орфография | Современная орфография |          | Дореформенная орфография | Дореформенная орфография | Дореформенная орфография |                 | Орфография Белинского | Орфография Белинского | Орфография Белинского |            | Латиница Белинского | Латиница Белинского | Латиница Белинского |  | Латиница Кадинского (1842) | Латиница Кадинского (1842) | Латиница Кадинского (1842) |
| Падеж     | Падеж     | Падеж     | Число     | Муж. р.                | Ср. р.                 | Жен. р.                | Муж. р.  | Ср. р.                   | Жен. р.                  | Муж. р.                  | Ср. р.          | Жен. р.               | Муж. р.               | Ср. р.                | Жен. р.    | Муж. р.             | Ср. р.              | Жен. р.             |  |                            |                            |                            |
|           | Им.       | Им.       | Ед.       | всяк-ий                | всяк-ое                | всяк-ая                | всяк-ій  | всяк-ое                  | всяк-ая                  | всяк-оj                  | всяк-оѐ         | ?                     | vsяk-oj               | vsяk-oè               | ?          | vseac-hy            | vseac-oie           | vseac-aia           |  |                            |                            |                            |
| Мн.       | Им.       | Им.       | всяк-ие   | всяк-ие                | всяк-ие                | всяк-іе                | всяк-ія  | всяк-ія                  | всяк-іі                  | всяк-іі                  | всяк-іі         | vsяk-ii               | vsяk-ii               | vsяk-ii               | vseac-hie  | vseac-hie           | vseac-hie           |                     |  |                            |                            |                            |
|           | Род.      | Род.      | Ед.       | всяк-ого               | всяк-ого               | всяк-ой                | всяк-аго | всяк-аго                 | всяк-ой                  | всяк-ово                 | всяк-ово        | ?                     | vsяk-ovo              | vsяk-ovo              | ?          | vseac-oho           | vseac-oho           | vseac-oi            |  |                            |                            |                            |
| Мн.       | Род.      | Род.      | всяк-их   | всяк-их                | всяк-их                | всяк-ихъ               | всяк-ихъ | всяк-ихъ                 | нет в источнике          | нет в источнике          | нет в источнике | нет в источнике       | нет в источнике       | нет в источнике       | vseac-hix  | vseac-hix           | vseac-hix           |                     |  |                            |                            |                            |
|           | Дат.      | Дат.      | Ед.       | всяк-ому               | всяк-ому               | всяк-ой                | всяк-ому | всяк-ому                 | всяк-ой                  | всяк-ому                 | всяк-ому        | ?                     | vsяk-omu              | vsяk-omu              | ?          | vseac-omu           | vseac-omu           | vseac-oi            |  |                            |                            |                            |
| Мн.       | Дат.      | Дат.      | всяк-им   | всяк-им                | всяк-им                | всяк-имъ               | всяк-имъ | всяк-имъ                 | нет в источнике          | нет в источнике          | нет в источнике | нет в источнике       | нет в источнике       | нет в источнике       | vseac-him  | vseac-him           | vseac-him           |                     |  |                            |                            |                            |
|           | Вин.      | Одуш.     | Ед.       | всяк-ого               | всяк-ое                | всяк-ую                | всяк-аго | всяк-ое                  | всяк-ую                  | всяк-ово                 | всяк-оѐ         | ?                     | vsяk-ovo              | vsяk-oè               | ?          | vseac-oho           | vseac-oie           | vseac-uiu           |  |                            |                            |                            |
| Мн.       | Вин.      | Одуш.     | всяк-их   | всяк-их                | всяк-их                | всяк-ихъ               | всяк-ихъ | всяк-ихъ                 | нет в источнике          | нет в источнике          | нет в источнике | нет в источнике       | нет в источнике       | нет в источнике       | vseac-ix   | vseac-ix            | vseac-ix            |                     |  |                            |                            |                            |
| Неод.     | Вин.      | Ед.       | всяк-ий   | всяк-ое                | всяк-ую                | всяк-ій                | всяк-ое  | всяк-ую                  | всяк-оj                  | всяк-оѐ                  | ?               | vsяk-oj               | vsяk-oè               | ?                     | vseac-hy   | vseac-oie           | vseac-uiu           |                     |  |                            |                            |                            |
| Неод.     | Вин.      | Мн.       | всяк-ие   | всяк-ие                | всяк-ие                | всяк-іе                | всяк-ія  | всяк-ія                  | всяк-іі                  | всяк-іі                  | всяк-іі         | vsяk-ii               | vsяk-ii               | vsяk-ii               | vseac-hie  | vseac-hie           | vseac-hie           |                     |  |                            |                            |                            |
|           | Твор.     | Твор.     | Ед.       | всяк-им                | всяк-им                | всяк-ой                | всяк-имъ | всяк-имъ                 | всяк-ою                  | всяк-ім                  | всяк-ім         | ?                     | vsяk-im               | vsяk-im               | ?          | vseac-him           | vseac-him           | vseac-oiu           |  |                            |                            |                            |
| Мн.       | Твор.     | Твор.     | всяк-ими  | всяк-ими               | всяк-ими               | всяк-ими               | всяк-ими | всяк-ими                 | нет в источнике          | нет в источнике          | нет в источнике | нет в источнике       | нет в источнике       | нет в источнике       | vseac-himi | vseac-himi          | vseac-himi          |                     |  |                            |                            |                            |
|           | Предл.    | Предл.    | Ед.       | всяк-ом                | всяк-ом                | всяк-ой                | всяк-омъ | всяк-омъ                 | всяк-ой                  | всяк-ом                  | всяк-ом         | ?                     | vsяk-om               | vsяk-om               | ?          | vseac-om            | vseac-om            | vseac-oi            |  |                            |                            |                            |
| Мн.       | Предл.    | Предл.    | всяк-их   | всяк-их                | всяк-их                | всяк-ихъ               | всяк-ихъ | всяк-ихъ                 | нет в источнике          | нет в источнике          | нет в источнике | нет в источнике       | нет в источнике       | нет в источнике       | vseac-hix  | vseac-hix           | vseac-hix           |                     |  |                            |                            |                            |

Склонение прилагательного «синий» (рус. дореф. синій):
| Категория | Категория | Категория | Категория | Современная орфография | Современная орфография | Современная орфография |         | Дореформенная орфография | Дореформенная орфография | Дореформенная орфография |                 | Орфография Белинского | Орфография Белинского | Орфография Белинского |         | Латиница Белинского | Латиница Белинского | Латиница Белинского |  | Латиница Кадинского (1842) | Латиница Кадинского (1842) | Латиница Кадинского (1842) |
| Падеж     | Падеж     | Падеж     | Число     | Муж. р.                | Ср. р.                 | Жен. р.                | Муж. р. | Ср. р.                   | Жен. р.                  | Муж. р.                  | Ср. р.          | Жен. р.               | Муж. р.               | Ср. р.                | Жен. р. | Муж. р.             | Ср. р.              | Жен. р.             |  |                            |                            |                            |
|           | Им.       | Им.       | Ед.       | син-ий                 | син-ее                 | син-яя                 | син-ій  | син-ее                   | син-яя                   | сін-èj                   | сін-ѐѐ          | ?                     | sin-èj                | sin-èè                | ?       | sin-y               | sin-eie             | sin-haia            |  |                            |                            |                            |
| Мн.       | Им.       | Им.       | син-ие    | син-ие                 | син-ие                 | син-іе                 | син-ія  | син-ія                   | сін-еі                   | сін-еі                   | сін-еі          | sin-ei                | sin-ei                | sin-ei                | sin-ie  | sin-ie              | sin-ie              |                     |  |                            |                            |                            |
|           | Род.      | Род.      | Ед.       | син-его                | син-его                | син-ей                 | син-яго | син-яго                  | син-ей                   | сін-ѐва                  | сін-ѐва         | ?                     | sin-èva               | sin-èva               | ?       | sin-eho             | sin-eho             | sin-ei              |  |                            |                            |                            |
| Мн.       | Род.      | Род.      | син-их    | син-их                 | син-их                 | син-ихъ                | син-ихъ | син-ихъ                  | нет в источнике          | нет в источнике          | нет в источнике | нет в источнике       | нет в источнике       | нет в источнике       | sin-ix  | sin-ix              | sin-ix              |                     |  |                            |                            |                            |
|           | Дат.      | Дат.      | Ед.       | син-ему                | син-ему                | син-ей                 | син-ему | син-ему                  | син-ей                   | сін-ѐму                  | сін-ѐму         | ?                     | sin-èmu               | sin-èmu               | ?       | sin-emu             | sin-emu             | sin-ei              |  |                            |                            |                            |
| Мн.       | Дат.      | Дат.      | син-им    | син-им                 | син-им                 | син-имъ                | син-имъ | син-имъ                  | нет в источнике          | нет в источнике          | нет в источнике | нет в источнике       | нет в источнике       | нет в источнике       | sin-im  | sin-im              | sin-im              |                     |  |                            |                            |                            |
|           | Вин.      | Одуш.     | Ед.       | син-его                | син-ее                 | син-юю                 | син-яго | син-ее                   | син-юю                   | сін-ѐва                  | син-ѐѐ          | ?                     | sin-èva               | sin-èè                | ?       | sin-eho             | sin-eie             | sin-üiu             |  |                            |                            |                            |
| Мн.       | Вин.      | Одуш.     | син-их    | син-их                 | син-их                 | син-ихъ                | син-ихъ | син-ихъ                  | нет в источнике          | нет в источнике          | нет в источнике | нет в источнике       | нет в источнике       | нет в источнике       | sin-ix  | sin-ix              | sin-ix              |                     |  |                            |                            |                            |
| Неод.     | Вин.      | Ед.       | син-ий    | син-ее                 | син-юю                 | син-ій                 | син-ее  | син-юю                   | сін-èj                   | сін-ѐѐ                   | ?               | sin-èj                | sin-èè                | ?                     | sin-y   | sin-eie             | sin-üiu             |                     |  |                            |                            |                            |
| Неод.     | Вин.      | Мн.       | син-ие    | син-ие                 | син-ие                 | син-іе                 | син-ія  | син-ія                   | сін-еі                   | сін-еі                   | сін-еі          | sin-ei                | sin-ei                | sin-ei                | sin-ie  | sin-ie              | sin-ie              |                     |  |                            |                            |                            |
|           | Твор.     | Твор.     | Ед.       | син-им                 | син-им                 | син-ей                 | син-имъ | син-имъ                  | син-ею                   | сін-ім                   | сін-ім          | ?                     | sin-im                | sin-im                | ?       | sin-im              | sin-im              | sin-eiu             |  |                            |                            |                            |
| Мн.       | Твор.     | Твор.     | син-ими   | син-ими                | син-ими                | син-ими                | син-ими | син-ими                  | нет в источнике          | нет в источнике          | нет в источнике | нет в источнике       | нет в источнике       | нет в источнике       | sin-imi | sin-imi             | sin-imi             |                     |  |                            |                            |                            |
|           | Предл.    | Предл.    | Ед.       | син-ем                 | син-ем                 | син-ей                 | син-емъ | син-емъ                  | син-ей                   | сін-ѐм                   | сін-ѐм          | ?                     | sin-èm                | sin-èm                | ?       | sin-em              | sin-em              | sin-ei              |  |                            |                            |                            |
| Мн.       | Предл.    | Предл.    | син-их    | син-их                 | син-их                 | син-ихъ                | син-ихъ | син-ихъ                  | нет в источнике          | нет в источнике          | нет в источнике | нет в источнике       | нет в источнике       | нет в источнике       | sin-ix  | sin-ix              | sin-ix              |                     |  |                            |                            |                            |

Статья 1 «Всеобщей декларации прав человека»:
| Современная орфография | Дореформенная орфография | Орфография Белинского | Латиница Белинского | Латиница Кадинского (1842) |
| --- | --- | --- | --- | --- |
| Все люди рождаются свободными и равными в своём достоинстве и правах. Они наделены разумом и совестью и должны поступать в отношении друг друга в духе братства. | Всѣ люди рождаются свободными и равными въ своёмъ достоинствѣ и правахъ. Они надѣлены разумомъ и совѣстью и должны поступать въ отношеніи другъ друга въ духѣ братства. | Всê люді рождаются свободнымі і равнымі в свое́м достоінствê і правах. Оні надѐлены разумом і совѐстью i должны поступать в отношеніi друг друга в духê братства. | Vsê lŋdi roƶdaŋtsя svobodnуmi i ravnуmi v svoém dostoinstvê i pravax. Oni nadèleny razumom i sovèstıŋ i dolƶny postupatı v otnoꞩenii drug druga v duxê bratstva. | Vsee lüdi roghdaiutsea svobodnhimi y ravnhimi vh svoiém dostoynstveh y pravax. Oni nadêlenhi razumom y sovestju y dołghnhi postupath vh-otnoxeniy drug druga vh duxhe bratstva. |

## Комментарии
1. ↑  Некоторые источники в качестве даты публикации ошибочно указывают 1844 год[1].
2. ↑  Написание фамилии дано согласно первоисточнику, другие авторы приводят написание через «о»: Кодинский[11][12][13].
3. ↑  Грот отмечает, что та же идея ранее высказывалась в одной из статей журнала «Маяк»[49].
4. ↑  В дореформенной русской орфографии «Ё» и «Й» рассматривались как варианты букв «Е» (есть) и «И» (иже) соответственно и самостоятельными графемами не считались, потому и речи об исключении из алфавита не шло.
5. ↑  Очевидно, что в первоисточнике была допущена опечатка (которую повторяли последующие переиздания): вместо «ie» должно быть «iи», так как в предложении идёт противопоставление окончаний и приводится пример со словом «высокии» (рус. дореф. высокіи)
6. ↑  Однако в подобной формулировке данное правило не применимо к прилагательным женского рода в именительном и винительном падежах, так как у них под ударением могут возникать окончания -ая (-яя) и -ую (-юю). Предполагалось ли в них писать «о» и «е» всегда или только в безударных позициях — неясно. Никаких комментариев на этот счёт Белинский не даёт, а примеры употребления прилагательных женского рода в его статье отсутствуют.
7. ↑  По мнению Белинского.
8. ↑  В данном прилагательном ударение падает на окончание слова, поэтому для примера в орфографии Белинского даны варианты «большая» и «bolıꞩaя» как единственно возможные. Вариант написания на латинице Кадинского — «bolxéi», — дан по аналогии с примером склонения прилагательного «chugéi» (чужой). Не следует путать со словом «bolxy» (бо́льший)[103].
9. ↑  Вариант написания на латинице Кадинского — «vseachy», — дан по аналогии с примером склонения прилагательного «meagchy» (мягкий)[104].
10. ↑  Вариант написания на латинице Кадинского — «siny», — дан по аналогии с примером склонения прилагательного «letucy» (летучий)[105].